# مارکو گیسلر
مارکو گیسلر (انگلیسی: Marco Geisler؛ زادهٔ ۱۸ ژانویهٔ ۱۹۷۴) قایقران روئینگ اهل آلمان است.